# 1340.
1340. je peto desetletje v 14. stoletju med letoma 1340 in 1349. 